# Mount Blanchard
Mount Blanchard és una població dels Estats Units a l'estat d'Ohio. Segons el cens del 2000 tenia 484 habitants.

## Demografia
Segons el cens del 2000, Mount Blanchard tenia 484 habitants, 192 habitatges, i 134 famílies. La densitat de població era de 346,1 habitants/km².
Dels 192 habitatges en un 36,5% hi vivien nens de menys de 18 anys, en un 55,2% hi vivien parelles casades, en un 10,4% dones solteres, i en un 30,2% no eren unitats familiars. En el 25% dels habitatges hi vivien persones soles el 10,4% de les quals corresponia a persones de 65 anys o més que vivien soles. El nombre mitjà de persones vivint en cada habitatge era de 2,52 i el nombre mitjà de persones que vivien en cada família era de 2,99.
Per edats la població es repartia de la següent manera: un 28,3% tenia menys de 18 anys, un 7,2% entre 18 i 24, un 30% entre 25 i 44, un 21,7% de 45 a 60 i un 12,8% 65 anys o més.
L'edat mediana era de 35 anys. Per cada 100 dones de 18 o més anys hi havia 88,6 homes.
La renda mediana per habitatge era de 38.929 $ i la renda mediana per família de 45.000 $. Els homes tenien una renda mediana de 34.250 $ mentre que les dones 25.500 $. La renda per capita de la població era de 16.410 $. Aproximadament el 2,3% de les famílies i el 4,8% de la població estaven per davall del llindar de pobresa.

## Poblacions més properes
El següent diagrama mostra les poblacions més properes.